# 안 시몬스
안 시몬스(네덜란드어: Ann Simons, 1980년 8월 5일~)는 벨기에의 유도 선수로 2000년 하계 올림픽에서 여자 엑스트라라이트급 동메달을 획득했다.